# Хуго III фон Тетнанг-Монфор-Шеер
Хуго III фон Тетнанг-Монфор-Шеер (на немски: Hugo III, Graf von Tettnang-Montfort-Scheer; † между 21 май и 5 декември 1309) е граф на Тетнанг-Монфор-Шеер на Дунав в района Зигмаринген, Баден-Вюртемберг.

## Произход и управление
Той е от влиятелния и богат швабски род Монфор/Монтфорт, странична линия на пфалцграфовете на Тюбинген. Правнук е на пфалцграф Хуго IV фон Тюбинген († 1182) и Елизабет фон Брегенц († 1216), дъщеря на граф Рудолф фон Брегенц, Кур и Пфулендорф († 1160) и принцеса Вулфхилд Баварска († сл. 1156), дъщеря на Хайнрих Черния († 1125), херцог на Бавария (Велфи). От 1207 г. наследниците се наричат на дворец Монфор във Форарлберг „граф на Монфор“.
Хуго III е син на граф Хуго II фон Монфор-Брегенц († 1260) и съпругата му Елизабет фон Бургау, дъщеря на Хайнрих III фон Берг-Шелклинген († ок. 1241), маркграф на Бургау, и Аделхайд фон Шелклинген. Племенник е на Хайнрих I фон Монфор († 1272), епископ на Кур (1268 – 1272). Брат е на граф Улрих I фон Монфор-Брегенц († април 1287), Фридрих III фон Монфор († 3 юни 1290), епископ на Кур (1282 – 1290), Вилхелм I фон Монфор († 11 октомври 1301), княжески абат на Санкт Гален (1281 – 1301), Хайнрих III фон Монфор († 17 януари 1307), провост в Цурцах, Рудолф II фон Монфор-Фелдкирх († 19 октомври 1302), и на Аделхайд фон Монфор († сл. 1302), омъжена за фогт Егино III фон Мач († 18 април 1277).
От 1287 г. Хуго III фон Монтор е господар на Шеер с резиденция в стария замък Шеер. През 1439 г. графството „Монфор-Тетнанг“ е разделено на три: Тетнанг, Ротенфелс, Арген (Васербург Арген с Лангенарген), също на Верденберг със собственостите в Реция. Родът изчезва през 1787 г.

## Фамилия
Хуго III фон Тетнанг-Монфор-Шеер се жени пр. 29 май 1268 г. за Маргарета фон Гунделфинген-Хеленщайн († сл. 1269), вдовица на Хайнрих фон Папенхайм († сл. 1264), маршал на Папенхайм, дъщеря на Улрих II фон Гунделфинген-Хеленщайн († 1280) и Аделхайд фон Албек († 1279). Съпругата му Маргарета е сестра на Андреас фон Гунделфинген († 1313), епископ на Вюрцбург (1303 – 1313). Те имат двама сина:
- Вилхелм I фон Монфор-Брегенц-Тетнанг (II) „Богатия“ († между 6 февруари 1348 – 8 октомври 1350), женен I. пр. 26 май 1307 г. за Елизабет фон Шлюселбург († пр. 6 декември 1307), II. сл. 6 декември 1307 г. за Анна Магдалена фон Шварценберг († 23 март 1310), III. 1313/1315 г. за Кунигунда фон Раполтщайн († сл. 1315) и има с нея шест деца
- Хуго фон Монфор († 3 август 1298 в Рим), провост в Изен, капитулар и електор на Кур

От друга връзка пр. 29 май 1268 г. той има един син:
- Конрад фон Монфор († сл. 1353)